# Bitwa pod Zamościem (1914)
Bitwa pod Zamościem – określenie walk od 26 do 27 sierpnia 1914 roku będących częścią dwutygodniowej „operacji tomaszowskiej” (rozpoczętej 20 sierpnia, jej częścią była m.in. bitwa pod Komarowem). 
Operacja tomaszowska była ofensywą 4 armii austro-węgierskiej między Wieprzem a Bugiem gen. broni Auffenberga, skoncentrowaną w rejonie Sanu między ujściem Lubaczówki a Przemyślem, przeciwko wojskom rosyjskim, w składzie 5 armii rosyjskiej gen. broni Plehwego, skoncentrowanej w rejonie Chełm-Kowel. W operacji tej na kilkudziesięciokilometrowym obszarze zmagań wzięło udział łącznie ok. 20 dywizji austriackich i rosyjskich. Bitwa pod Zamościem była znaczącym elementem tej operacji i odnosi się do zmagań austriacko-rosyjskich w okolicy Zamościa. Po dwudniowych walkach Austriacy weszli do Zamościa, z którego wycofały się wojska rosyjskie.